# Желе-Добо
Желе-Добо (кирг. Желе-Дөбө) — село в Кара-Кульджинском районе Ошской области Кыргызстана. Входит в состав Алайкууского айылного аймака.

## География
Село расположено в северо-восточной части области, на правом берегу реки Эшигарт (левый приток реки Алайку), на расстоянии приблизительно 78 километров (по прямой) к юго-востоку от села Кара-Кульджа, административного центра района.

## История
Населённый пункт получил статус села 2 августа 2019 года.

## Население
Согласно оценочным данным Национального статистического комитета Кыргызской Республики, численность населения села на начало 2023 года составляла 286 человек.
| год     | 2020 | 2021 | 2023 |
| ------- | ---- | ---- | ---- |
| человек | 272  | 276  | 286  |